# Clomethiazole
Clomethiazole (còn được gọi là chlormethiazole) là thuốc an thần và thôi miên được phát triển bởi Hoffmann-La Roche vào những năm 1930. Thuốc được sử dụng trong điều trị và ngăn ngừa các triệu chứng cai rượu cấp tính.
Nó có cấu trúc liên quan đến thiamine (vitamin B 1), nhưng hoạt động như thuốc an thần, thôi miên, thuốc giãn cơ và thuốc chống co giật, có cơ chế hoạt động tương tự như barbiturat truyền thống. Nó cũng hiếm khi được sử dụng để kiểm soát kích động, bồn chồn, mất ngủ ngắn hạn và bệnh Parkinson ở người cao tuổi, khi tất cả các lựa chọn điều trị khác đều thất bại. Tại Anh, nó được bán dưới nhãn hiệu Heminevrin (AstraZeneca Enterprises). Các tên thương hiệu khác bao gồm Nevrin ở Romania, Distraneurin ở Đức và Distraneurine ở Tây Ban Nha. Thuốc được bán trên thị trường dưới dạng miễn phí trong dung dịch dầu chứa 192 mg ở dạng viên nang, hoặc dưới dạng xi-rô clomethiazole edisylate. Do độc tính cao so với các loại thuốc tương tự, nó không được khuyến cáo là điều trị đầu tay cho bất kỳ chỉ định nào và đặc biệt nguy hiểm đối với bệnh nhân có nguy cơ lạm dụng thuốc cao như những người có tiền sử nghiện cá nhân hoặc gia đình.

## Dược lý
Clomethiazole hoạt động như một bộ điều biến biến cấu dương tính tại vị trí barbiturat / picrotoxin của thụ thể GABAA. Nó hoạt động để tăng cường hoạt động của chất dẫn truyền thần kinh GABA tại thụ thể này. GABA là chất dẫn truyền thần kinh ức chế chính trong não và tạo ra các tác dụng giải lo âu, chống co giật, an thần và thôi miên. Chlomethiazole dường như cũng có một cơ chế hoạt động khác làm trung gian cho một số tác dụng hạ nhiệt và bảo vệ thần kinh của nó. Tương đồng oxazole cũng được biết đến  cung cấp một ít thông tin QSAR.
Trái ngược với barbiturat, clomethiazole không ảnh hưởng đến phản ứng điện sinh lý đối với các aminoaxit kích thích, ngoài ra, nó cũng tác động trực tiếp lên các kênh ion chloride.
Clomethiazole cũng là một chất ức chế enzyme CYP2A6 và CYP2E1, và do đó có thể ảnh hưởng đến sự thanh thải huyết tương của chất nền của các enzyme đó.
Khi clomethiazole được dùng qua IV ngoài carbamazepine, độ thanh thải của nó tăng 30%, dẫn đến giảm tỷ lệ nồng độ trong huyết tương. Do đó, khi dùng chung với carbamazepine hoặc các chất gây cảm ứng CYP3A4 mạnh khác qua IV, cần phải tăng liều clomethiazole.

## Tác dụng phụ
Sử dụng chlomethiazole lâu dài và thường xuyên có thể gây ra sự dung nạp và lệ thuộc về thể chất. Việc rút thuốc đột ngột có thể dẫn đến các triệu chứng tương tự như việc cai rượu đột ngột hoặc các loại thuốc benzodiazepin.

## Quá liều
Clomethiazole đặc biệt độc hại và nguy hiểm khi dùng quá liều và có thể gây tử vong. Rượu nhân lên hiệu quả. Vì thuốc có thể gây tử vong khi dùng liều cao, việc kê đơn clomethiazole bên ngoài môi trường được kiểm soát, như bệnh viện, không được khuyến cáo, đặc biệt là vì có những lựa chọn thay thế ít độc hại hơn, chẳng hạn như diazepam. Diazepam là một trong nhiều loại thuốc thuộc nhóm thuốc benzodiazepine, có thời gian bán hủy dài (50 giờ 100 giờ) và nguy cơ quá liều gây tử vong rất thấp, miễn là bệnh nhân không uống rượu hoặc một số loại thuốc khác.
Do tác dụng của clomethiazole ở phức hợp barbiturat, thuốc giải độc benzodiazepine flumazenil không thể đảo ngược tác dụng của quá liều; điều trị quá liều được giới hạn trong việc áp dụng một thiết bị thở máy cho đến khi đủ thuốc được chuyển hóa và/hoặc bài tiết để bệnh nhân thở đủ mà không cần hỗ trợ. Như với tất cả GABA Một chất chủ vận / chất chủ vận allosteric clomethiazole có khả năng lạm dụng và lạm dụng cao, và quá liều có chủ ý đã được ghi nhận.
Tay trống Keith Moon của ban nhạc rock The Who chết vì quá liều clomethiazole.